# Friedrich Schelling

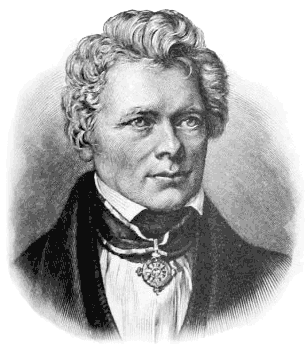
Friedrich Wilhelm Joseph von Schelling

Friedrich Wilhelm Joseph von Schelling (Leonberg, Baden-Württemberg, 27 de gener de 1775 - Bad Ragaz, 20 d'agost de 1854), va ser un filòsof alemany, un dels màxims exponents de l'idealisme i de la tendència romàntica alemanya.

## Inicis i formació
Va nàixer el 27 de gener de 1775 a Leonberg, (Württemberg), fill d'un pastor protestant, professió arrelada en la seua família. Son pare gaudia de cert renom, ja que havia realitzat escrits sobre teologia, i posseïa gran cultura i profunds coneixements de les llengües semítiques. Cap a l'any 1777, al monestir de Bebenhausen, son pare va esdevenir predicador i pastor del Seminari Superior. En aquest lloc és on Schelling va iniciar els seus primers estudis, finalitzant-los brillantment, amb una anticipació de dos anys amb respecte dels seus altres companys.
Als vuit anys va començar l'estudi de la literatura clàssica. El 1785 va traslladar-se a l'escola de Nürtingen, per a estudiar, sobretot, llatí. Però prompte va haver d'abandonar aquesta escola perquè no tenia un nivell adequat per a ell, tenint així que tornar al seminari de Bebenhausen i prendre les classes amb alumnes majors que ell. La seua precoç maduresa intel·lectual va ser causa d'admiració entre els seus professors, entre els qui es trobava Reuchlin, que era el seu professor de grec. A la tardor de 1790 va ingressar, amb només setze anys, en el famós seminari de Tubinga, on va tenir com a condeixebles a Friedrich Hölderlin i Hegel, majors que ell. Es va dedicar inicialment a la teologia, a l'exegesi i a les llengües antigues. Més tard va nàixer la seua sobtada passió per la filosofia.
El seminari tenia una política de caràcter conservador i feudal, i amb un ambient influït per una tradició teosòfica-mística que tenia les seues bases en el renaixement. Tot i que aquest institut intentava mantenir un control dels estudis i les tendències i idees polítiques dels seus alumnes, aquests llegien, d'amagat, autors que no estaven permesos, com era el cas de Kant, Lessing, Rousseau, Schiller i Herder; gràcies a aquestes lectures els estudiants van poder realitzar una crítica dels coneixements tradicionalment acceptats.

## Carrera
L'any 1792 es va graduar amb una tesi sobre l'origen del "mal" humà, on tractava de trobar una explicació històrica del mal, proposant que la humanitat, en l'origen, va viure en una època feliç, i que a causa d'una caiguda es va donar origen a la infelicitat. A més, en aquesta obra ja es troben algunes idees del futur moviment romàntic.
El 1793 va realitzar un segon treball, ara sobre l'estudi dels mites, cercant la seua essència i la seua funció dins de les cultures primitives. Va definir el mite com una forma molt particular de filosofar que du a terme l'home poc evolucionat, per a després arribar a l'abstracció i a la conceptualització.
Una breu estada a Dresden i a Leipzig (1795) el va introduir al cercle del primer romanticisme, i va experimentar un sentiment romàntic a favor de la naturalesa, a més de fer estudis en matemàtiques, ciències naturals i medicina.
En aquest mateix any va passar una temporada amb la seua família i va prendre la decisió de deixar el seminari, de la mateixa manera que els seus companys i amics Hegel i Hölderlin.
També es va orientar cap a l'estudi del dret i de les ciències. Residia generalment a Leipzig, però començava a entaular relacions a Jena, que llavors era la pàtria dels intel·lectuals.
La seua reputació va començar a créixer, havia cridat l'atenció des de les seues primeres obres publicades (1792), i a proposta de Fichte ("Schelling veia en ell el defensor de la causa de la llibertat i l'home que havia portat al seu perfeccionament la filosofia kantiana, i considerava que era el campió de la lluita contra la corrupció del vertader esperit crític, que s'havia dut a terme en els ambients dogmàtics de Tubinga") i de Goethe, va ser nomenat professor a la Universitat de Jena. L'any següent Fichte va abandonar Jena a causa d'una acusació d'ateisme realitzada en contra seua, i Schelling el va substituir; als 23 anys va prendre possessió de la càtedra de Filosofia a la ciutat intel·lectual més important del moment: Jena.
Schelling es va enamorar de Caroline Schlegel (esposa de A. W. Schlegel), dotze anys major que ell. Va entaular amistat amb Schiller i Goethe.
El gener de 1801 li va arribar una ajuda en la seua carrera intel·lectual en la persona del seu antic company Hegel, amb qui editarà el Diari crític de filosofia. En aquest mateix any Schelling va donar un gir crucial en el seu pensament, ja que es va apartar obertament de l'idealisme subjectiu de Fichte.
De 1798 a 1803 es du a terme la seua maduració intel·lectual, anys "en què Schelling es dedica a introduir la naturalesa en l'idealisme fichteà del jo."

## Apogeu
L'any 1803 va publicar el Sistema de l'Idealisme Transcendental. Ara canvia de perspectiva i posa l'èmfasi, no ja en la naturalesa, sinó en el jo. Hom considera aquesta obra com la més sistemàtica i acabada de la seua primera producció filosòfica. Després, en poc de temps, va canviar una altra vegada d'etapa i va desenvolupar el que denominarà la filosofia de la identitat, on "l'èmfasi que abans s'havia posat respectivament en la naturalesa i en el jo es posa ara en un absolut indiferenciat, arrel comuna d'ambdós." 
En 1805, una vegada divorciat, es va casar amb Caroline Schlegel. Schelling continuava amb els seus estudis de ciències naturals, i el mateix any es va graduar en medicina per la Universitat de Landshut. L'any 1809 va ser reclamat a Múnic, on Maximilià I havia fundat l'Acadèmia de Ciències de Múnic, en la que va entrar com a membre i després secretari i president de 1827 a 1842. Maximilià I va erigir de seguida una Acadèmia de Belles Arts, de la que Schelling va ser secretari perpetu.
El setembre de 1809 va morir Caroline. A conseqüència de la mort de la seua esposa, Schelling va canviar les seues idees fonamentals, trencant gradualment amb l'idealisme i obrint el seu pensament al problema de la llibertat i a un nou punt de vista filosòfic – teològic, amb el seu llibre "Investigacions filosòfiques sobre l'essència de la llibertat humana i els objectes que s'hi relacionen".
Tres anys després, el 1812 va tornar a casar-se, ara amb Paulina Gotter.
L'any 1820 es va traslladar a Erlangen on es va dedicar a donar lliçons públiques durant quasi 7 anys. El 1827 va tornar a Múnic per a donar classes en la nova Universitat, on abans es trobava la de Landshut. En aquesta ciutat va ser lloat pel rei de Baviera Lluís I, qui el va nomenar "president de l'Acadèmia, conservador de col·leccions públiques i conseller privat". El rei també el va ennoblir amb el títol de Von Schelling.
El 1841 va ser cridat a Berlín pel rei Frederic Guillem IV de Prússia, per fer-se càrrec de la càtedra que havia sigut de Hegel, mort deu anys abans. Precisament s'esperava d'ell que combatera Hegel i el seu panteisme. Hi va donar lliçons sobre Filosofia de la mitologia i Filosofia de la religió. Entre els seus oients s'hi van trobar tres joves que arribarien a ser molt importants: Søren Kierkegaard, Mikhaïl Bakunin i Friedrich Engels; sense esmentar a tot el medi intel·lectual més important de Berlín.

## Darrers anys
Va continuar amb l'ensenyament fins a 1845. Els seus últims anys van transcórrer a Berlín, cada vegada més oblidat, entre l'atenció de les seues malalties, els consols familiars, les sessions acadèmiques i la preparació dificultosa de la filosofia racional, destinada a coronar l'edifici del sistema. Va morir el 20 d'agost de 1854 a Ragaz, Suïssa.

## Etapes de la seva filosofia
La primera d'elles, que es correspondria amb la seva joventut influïda per Fichte, estaria entorn del 1795, any que publica Del Jo com principi de la filosofia o Sobre allò incondicionat en el saber humà (Vom Ich als Princip der Philosophie oder über das Unbedingte im menschlichen Wissen), probablement l'escrit més rellevant d'aquesta fase inicial de la seva producció filosòfica. Distingiríem, a més, una segona etapa on el seu interès se centra en la filosofia de la natura i que s'inicia al voltant de 1796, quan es trasllada a estudiar a la Universitat de Leipzig. En 1800 se situa el període on exposa la seva filosofia transcendental i l'obra representativa d'aquesta fase és el Sistema de l'idealisme transcendental (System des transzendentalen Idealismus), un dels seus llibres més importants i aconseguits, tant en la forma com en el contingut. Posteriorment vindria la fase anomenada de la identitat, que arribaria fins a 1809, data en la qual s'inicia una època coneguda com de la llibertat, amb la publicació de les Investigacions filosòfiques sobre l'essència de la llibertat humana i els objectes amb ella relacionats (Philosophische Untersuchungen über das Wesen der menschlichen Freiheit und die damit zusammenhängenden Gegenstände). Finalment podríem parlar de dues fases més; la primera d'elles la situaríem en els anys on es redacten les diverses versions de Les edats del món (Die Weltalter) (1811-1815), i la segona estaria dominada per la distinció entre filosofia positiva i filosofia negativa, arribant fins a 1854, any de la mort d'aquest pensador.

### Obres completes
- Sämtliche Werke, ed. de K. F. A. Schelling, J. G. Cotta, Stuttgart, 1856-1861.
- Schellings Werke, ed. de M. Schröter, C. H. Beck, München, 1927-1965.
- Historisch-Kritische Ausgabe, ed. de H. M. Baumgartner i altres, Frommann-holzboog, Stuttgart, des de 1976 (en edició).

### Altres edicions d'obres de Schelling
- Die Weltalter. Fragmente. In den Urfassungen von 1811 und 1813, ed. de M. Schröter, C. H. Beck, München, 1946.
- Initia philosophiae universae. Erlanger Vorlesung WS 1820/21, ed. de H. Fuhrmans, H. Bouvier u. Co., Bonn, 1969.
- Stuttgarter Privatvorlesungen, ed. de M. Vetö, Bottega d'Erasmo, Torino, 1973.
- Das Absolute und die Wirklichkeit in Schellings Philosophie: mit der Erstedition einer Handschrift aus dem Berliner Schelling-Nachlaß, ed. de B. Loer, Walter de Gruyter, Berlín, 1974.
- Schellingiana Rariora, ed. de L. Pareyson, Bottega d'Erasmo, Torino, 1977.
- System der Weltalter. Münchener Vorlesung 1827/28 in einer Nachschrift von Ernst von Lasaulx, ed. de S. Peetz, Klostermann, Frankfurt, 1990.
- Philosophische Entwürfe und Tagebücher (1809-1813). Philosophie der Freiheit und der Weltalter, ed. de H. G. Sandkühler i altres, Felix Meiner, Hamburg, 1994.
- ‚Timaeus' (1974), ed. de H. Buchner i H. Krings, Frommann-holzboog, Stuttgart-Bad Cannstatt, 1994.

### Cartes i documents
- Aus Schellings Leben in Briefen (3 vols.), ed. de G. L. Plitt, Hirzel, Leibzig, 1869-1870.
- Briefwechsel mit Niethammer von seiner Berufung nach Jena, ed. de V. G. Dammköhler, Felix Meiner, Leibzig, 1913.
- Schelling und Cotta. Briefwechsel 1803-1849, ed. de H. Fuhrmans y L. Lohrer, Ernst Klett Verlag, Stuttgart, 1965.
- Fichte-Schelling Briefwechsel, ed. de W. Schulz, Surhkamp, Frankfurt am Main, 1968.
- Briefe und Dokumente (2 vols.), ed. de H. Fuhrmans, Bouvier, Bonn, 1962-1973.
- Schelling im Spiegel seiner Zeitgenossen (3 vols.), ed. de X. Tilliette, Bottega d'Erasmo, Torino-Milano, 1974-1988.
- Philosophische Entwürfe und Tagebücher (1809-1813). Philosophie der Freiheit und der Weltalter, ed. de H. J. Sandkühler, L. Knatz y M. Schraven, Felix Meiner Verlag, Hamburg, 1990.

### Bibliografies
- BAUMGARTNER, H. M. y KORTEN, H., «Bibliographische Hinweise», Friedrich Wilhelm Joseph Schelling, C. H. Beck, München, 1996.
- SANDKÜHLER, H. J., Friedrich Wilhelm Joseph Schelling, Metzler, Stuttgart,1970, pp. 24-41.
- SCHNEEBERGER, G., Friedrich Wilhelm Joseph von Schelling. Eine Bibliographie, Francke, Bern, 1954.
- VETÖ, M., «Bibliographie», Le fondement selon Schelling, Vrin, Paris, 1977, pp. 615-636.
- ZELTNER, H., Schelling-Forschung seit 1954, Wissenschaftliche Buchgesellschaft, Darmstadt, 1975.

### Traduccions al català
- Sistema de l'idealisme transcendental, Edicions 62, Barcelona, 2002. Traducció i edició a cura de F. Perenya Blasi i M. Nebot Querol.
- Clara, o sobre la vinculació de la natura amb el món dels esperits, traducció de Rubén Talavan Gironella i Sascha P. Koch. Martorell: Adesiara, 2013.